# Svartsjön (Hamrånge socken, Gästrikland, 674836-157380)
Svartsjön är en sjö i Gävle kommun i Gästrikland och ingår i Hamrångeåns huvudavrinningsområde.